# Acidente de avião em Tampa em 2002
O acidente de avião em Tampa em 2002 foi um incidente ocorrido em 5 de janeiro de 2002. O incidente ocorreu quando Charlie J. Bishop, um estudante de ensino médio da East Lake High School em Tarpon Springs, Flórida, Estados Unidos, roubou um Cessna 172 e o jogou contra a Bank of America Plaza no centro de Tampa, Flórida. Bishop foi inspirado pelos Ataques de 11 de setembro de 2001. O impacto matou o adolescente e danificou uma sala de escritório. Não houve outros ferimentos.
Bishop deixou uma nota de suicídio creditando Osama bin Laden com os ataques de 11 de setembro e elogiando-o como uma resposta justificada às ações contra os palestinos e iraquianos, e disse que ele (Bishop) estava agindo em nome da Al-Qaeda, de quem ele havia virado ajuda. Como as autoridades não encontraram evidências de conexões, o terrorismo como motivo foi excluído, e eles sugeriram que o acidente fosse um aparente suicídio. A mãe de Bishop abriu, depois retirou, uma ação judicial alegando que um remédio de acne que recebeu, isotretinoína, teve efeitos colaterais como depressão e ações suicidas e causou o incidente.

## Acidente
Às 5:00 da tarde, o instrutor de Charlie J. Bishop, de 15 anos, deixou-o no avião para realizar uma inspeção pré-voo. Uma vez que ele foi deixado sozinho no avião, ele começou o motor e partiu sem permissão. Assim que o avião decolou, os controladores do tráfego aéreo alertaram a Guarda Costeira dos Estados Unidos e a Base da Força Aérea de MacDill. Apesar dos repetidos avisos de um helicóptero expedido pela Guarda Costeira, o pequeno avião continuou até colidir com um prédio de escritórios. O avião caiu entre os andares 28 e 29 do edifício de 42 andares.

## Investigação
Uma investigação seguiu o incidente. Os oficiais descartaram o terrorismo, embora testemunhas oculares dissessem que o avião não fazia nenhuma tentativa aparente de evitar bater no prédio. Funcionários finalmente sugeriram que o acidente era um aparente suicídio. Além disso, uma nota encontrada nos destroços afirmou que ele expressou apoio para Osama bin Laden. No entanto, não há provas de que a adolescente tenha alguma conexão com qualquer grupo terrorista. A nota de suicídio encontrada no bolso do piloto afirmou:
Eu preparei esta declaração no que diz respeito aos atos que estou prestes a cometer. Em primeiro lugar, Osama bin Laden é absolutamente justificado pelo terror que ele causou em 9-11. Ele trouxe uma nação poderosa aos joelhos! Deus abençoe ele e os outros que ajudaram a fazer acontecer o 11 de setembro. Os Estados Unidos terão que enfrentar as consequências de suas terríveis ações contra o povo palestino e os iraquianos por sua fidelidade aos monstruosos israelenses - que não querem nada além da dominação mundial! Você pagará - Deus o ajude - e eu vou fazer você pagar! Haverá mais vinda! A Al Qaeda e outras organizações se encontraram comigo várias vezes para discutir a opção de me juntar. Eu não fiz. Esta é uma operação feita apenas por mim. Eu não tive outra ajuda, no entanto, estou agindo em seu nome.
As autoridades posteriores confiscaram um computador da casa dos pais de Bishop para tentar determinar o motivo do incidente. Momentos após o incidente, o presidente George W. Bush foi brevemente informado sobre o incidente e dois acidentes não relacionados no mesmo dia.
Em abril de 2002, as transcrições obtidas da Administração Federal de Aviação revelaram novos detalhes sobre o incidente, que incluiu quão perto o pequeno avião chegou ao voo da Southwest Airlines.
A mãe de Bishop apresentou uma ação judicial de US$ 70 milhões (2002 USD) contra a Roche Laboratories, que faz um medicamento contra a acne chamado Accutane. De acordo com a reivindicação judicial, o medicamento teve efeitos colaterais, como depressão e ações suicidas, que a reivindicação declarou como a causa do incidente. O terno foi descartado em 26 de junho de 2007, pela mãe de Bishop, que afirmou que estava fisicamente e emocionalmente incapaz de continuar a ação.
Após o incidente ocorrido, várias medidas de segurança foram tomadas. A AFA divulgou um aviso de segurança em 6 de janeiro, dia após o incidente. O aviso incluiu a segurança da aeronave e as regulamentações relativas a estudantes de voo menores de idade. Além disso, a Associação Experimental de Aeronaves e outras organizações de aeronaves menores propuseram mais segurança de escolas de vôo e pequenas aeronaves.
Enquanto as autoridades declararam que o acidente era devido a um "abuso de confiança" em vez de uma violação de segurança, outros defendem a necessidade de maior segurança devido à simplicidade de tais ações.